# Musée des fossiles de Byblos
 (octobre 2020).
Si vous disposez d'ouvrages ou d'articles de référence ou si vous connaissez des sites web de qualité traitant du thème abordé ici, merci de compléter l'article en donnant les références utiles à sa vérifiabilité et en les liant à la section « Notes et références ».
Le musée des fossiles de Byblos (alias Mémoire du temps) est un musée situé à Byblos, au Liban.  
Le musée contient des collections de fossiles de requins, anguilles, crevettes, calamars, raies, cœlacanthes et poissons volants. Il a été ouvert en 1991 et se trouve dans l'ancien souk de Byblos. La majeure partie de sa collection provient des villages voisins de Haqel-Byblos, Hjula et Ennammoura. 

## Fossiles osseux
Certains des fossiles proviennent de poissons osseux, notamment Apateopholis, Belonostomus, des céphalopodes, Coccodus et Ctenothrissa. 

## Voir également
- (en) Site officiel
- Osteichthyes